# 徐佩勇

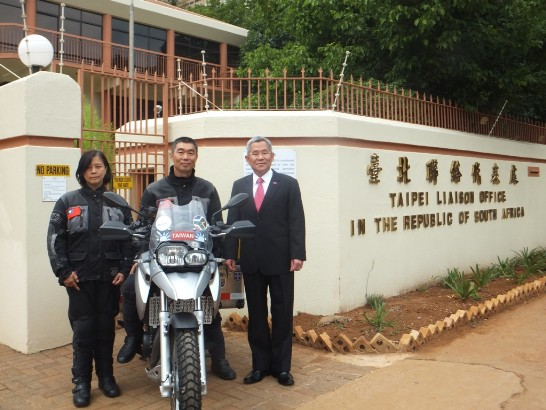
2014年1月，駐南非代表徐佩勇（右）與訪客合影於駐南非代表處大門與館牌前。

徐佩勇，中華民國外交官、政府官員。畢業於國立政治大學外交學系學士、東亞研究所碩士。曾任外交部北美司副司長、駐菲律賓臺北經濟文化辦事處副代表、駐南非共和國台北聯絡代表處大使銜代表、外交部國際組織司長、駐菲律賓臺北經濟文化辦事處大使銜代表等職務。
2023年在任職駐菲律賓代表期間，遭指控多次對菲籍女秘書性骚扰，外交部將其解職並返臺接受調查後屬實，被記大過處分。2024年5月被監察院弹劾並移送懲戒法院。2025年2月懲戒法院判決其撤職、停止任用3年、罰款新臺幣50萬元。

## 職業生涯
2012年1月，駐南非代表處一等秘書呂清揚因為承辦有關人員住宿及行程安排等事宜的代墊款爭議，致電給駐南非代表徐佩勇，宣稱將在牧師、律師的陪同下，向南非外交部尋求「政治庇護」，甚至不惜訴諸媒體。徐佩勇隨即連絡國家安全局、法務部調查局、刑事警察局處理此事，後呂清揚同意徐佩勇等人的建議，透過外交電報向外交部說明原委，再循公務人員保障暨培訓委員會的途徑，讓呂清揚提起救濟後暫時平息。
2018年1月，台灣媒體報導駐加拿大代表內定由外交部國際組織司長徐佩勇接任，但外交部於4月發布人事令，徐佩勇將接任駐菲律賓代表。
駐菲律賓代表徐佩勇多次投書當地媒體，對於台灣參與世界卫生大会、联合国气候变化框架公约等聯合國體系問題發表看法。

## 爭議

### 性騷擾菲籍女秘書
2023年6月9日，徐佩勇遭指控在任職駐菲律賓代表時，長期對菲籍女秘書進行「摟抱、強吻、捏胸、強行脫衣、私處觸摸」等行為，儘管女秘書多次檢舉，但申訴皆疑似被長官吃案。同日，外交部證實於4月獲知徐佩勇疑似性骚扰情事，已依相關規定採取處置措施，且將其解職並調回外交部進行調查。
6月10日，徐佩勇委任律師代發聲明表示，確曾在口頭言詞上有令女秘書感到不舒服之處，事後得知此事深感懊悔及歉疚，即請主管性平事務同仁與女秘書面談，並當場向女秘書道歉且獲得接受。聲明另指出上述各種汙衊攻訐之詞均非事實，將對爆料者與媒體提出妨害名譽告訴。
6月11日，外交部再次發表聲明，已持續聯繫女秘書說明處理程序及關心身心狀況，但因女秘書有顧慮，尚無申訴意願且未獲回應。因本案涉及外交人員風紀及公務紀律，仍將嚴正處理，並提交考績會議處。有媒體質疑此為外交部推卸之詞，女秘書在4月已申訴，若無申訴，何以外交部獲知此事，並將徐佩勇調回台灣？另據了解，女秘書曾向代表處人員反映遭受性騷擾，代表處的菲籍雇員也大多有聽聞，但應該不是女秘書本人授權公開此事。
10月17日，外交部公佈調查結果，經過部內性騷擾申訴委員會審議後，徐佩勇性騷擾案成立，除被記大過，相關處理結果並函送監察院。
2024年5月14日，監察院全票通過弹劾，移送懲戒法院。監察院指出徐佩勇利用公務上權勢及機會，多次對菲籍雇員有具性意味言行，不僅造成不良的工作環境、侵犯其人格尊嚴，並嚴重影響國家及外交人員聲譽與形象，有重大違失。
2025年2月26日，懲戒法院判決撤職、停止任用3年、罰款新臺幣50萬元。